# Sinjil
Sinjil, en arabe : سنجل, est une municipalité du gouvernorat de Ramallah et Al-Bireh en Palestine. Elle est située au centre de la Cisjordanie.
Selon le recensement du bureau central palestinien des statistiques, la localité compte une population de 5 742 habitants en 2017.

## Colonisation israélienne
Les habitants de Sinjil sont confrontés chaque semaine à des actions violentes de colons israéliens et de soldats : confiscation de terres agricoles, confiscation ou destruction de maisons, oliviers arrachés à l’aide de bulldozers de l’armée, intimidations et passages à tabac. 
Il arrive également que les habitants se fassent tirer dessus et même tuer par les colons'. L'armée israélienne mène elle aussi des raids parfois mortels.
En 2025 les autorités israéliennes décident de construire un mur de béton d’un kilomètre et demi afin d'isoler la ville de la route qui passe à proximité. Tsahal avance l’argument de la sécurité pour justifier la construction du mur : il protégerait les voitures des colons d’éventuels jets de pierres d'enfants palestiniens. Selon le journal israélien Haaretz, le gouvernement israélien vise à isoler les localités palestiniennes les unes des autres au moyen de murs et de barrage afin d'accélérer l'annexion de la Cisjordanie.